# 제군 사
제군 사(齊君 舍, ? ~ 기원전 613년, 재위 : 기원전 613년)는 춘추시대 제나라의 제20대 후작이다. 성은 강(姜), 사는 이름이며, 제 소공과 숙희(소희, 자숙희)의 아들이다.
기원전 613년, 소공이 죽고 군위에 올랐으나, 어머니 숙희는 제 소공의 총애를 받지 못했고, 사에게는 위엄이 없었다. 이 해 10월, 숙부 공자 상인에게 암살당했다.
| 전임 소공 반 | 제20대 제나라 후작 기원전 613년 | 후임 의공 상인 |